# كفر دبش
كفردبش هي إحدى القرى اللبنانية من قرى قضاء بعلبك في محافظة بعلبك الهرمل.